# Elisabeth von Görlitz

Das Wappen von Johann von Görlitz und seiner Tochter Elisabeth von Görlitz. Es kombiniert die Wappen von Böhmen, Brandenburg, Niederlausitz und Görlitz

Elisabeth von Görlitz (* im November 1390 in Hořovice in Böhmen; † 3. August 1451 in Trier) war die einzige Tochter von Johann von Görlitz und dessen Ehefrau Richardis (* um 1372; † vor 1444), einer Tochter des Herzogs Albrecht III. von Mecklenburg-Schwerin. Elisabeth, eine Enkelin Karls IV., war dank ihres Erbes von 1411 bis 1443 Herzogin von Luxemburg und aufgrund ihrer Ehe mit Anton von Burgund von 1409 bis 1415 Herzogin von Brabant und Limburg sowie infolge ihrer zweiten Ehe mit Johann von Straubing-Holland von 1419 bis 1425 Herzogin von Bayern-Straubing sowie Gräfin von Holland, Seeland und Hennegau. Sie starb als letzte Angehörige der deutschen Linie des Hauses Luxemburg.

## Leben

### Die Jahre 1390 bis 1409
Elisabeth von Görlitz wurde nach dem frühen Tod ihres Vaters unter Vormundschaft ihres Onkels Wenzel IV. erzogen und war bis zur Geburt ihrer Cousine Elisabeth, der Tochter Sigismunds von Luxemburg, am 28. Februar 1409 die Alleinerbin der Kronen Böhmens und Ungarns sowie des gesamten luxemburgischen Besitzes. Dies erhöhte ihre dynastische Bedeutung und führte dazu, dass während ihrer Kindheit und Jugend mehrere Eheprojekte verhandelt wurden.
Wenzel vereinbarte im Januar 1397 mit dem Markgrafen von Meißen, Balthasar, dessen Sohn Friedrich mit Elisabeth zu verheiraten. Dieses Versprechen hinderte Wenzel im März 1398 jedoch nicht daran, seine Nichte mit Karl, dem Sohn des französischen Regenten Ludwig von Orléans, zu verloben. Allerdings führten diese Verhandlungen mit dem Bruder des französischen Königs Karl VI. zu erheblichen Spannungen zwischen Wenzel und seinem Bruder Sigismund, der eine Ehe Elisabeths mit einem Habsburger favorisierte. Schließlich forderte der römische König Ruprecht im Juni 1401 die Verheiratung seines Sohnes Johann von der Pfalz mit der luxemburgischen Erbin. Diese Verhandlungen blieben ergebnislos, ebenso scheiterten 1407 die Heiratspläne des Meißner Markgrafen Wilhelm II.
Nach seiner Absetzung als römischer König (1400) versuchte Wenzel sein stark beschädigtes Ansehen im Reich mit Hilfe neuer Verbündeter zu verbessern. Deswegen schloss er am 20. August 1408 in Paris mit dem einflussreichen burgundischen Herzog Johann Ohnefurcht sowie dessen Bruder Anton ein Bündnis, dem am 27. April 1409 in Prag die Unterzeichnung des Ehevertrages zwischen Elisabeth von Görlitz und Anton, Herzog von Brabant und Limburg, folgte. Elisabeths Mitgift wurde auf 120.000 Gulden festgelegt, die nicht ausgezahlt wurden. Stattdessen bekamen Anton und Elisabeth die Pfandherrschaft über das Herzogtum Luxemburg versprochen und Wenzel stimmte dieser Regelung nach langem Zögern zu. Zwar erkannte er die Gefahr des Entgleitens Luxemburgs in den Machtbereich Burgunds, doch fehlten ihm die politischen, finanziellen und militärischen Mittel, um dies zu verhindern. Die Ehe benötigte, da beide Partner Urenkel des böhmischen Königspaares Johann und Elisabeth waren, die kirchliche Dispens, die sowohl von Alexander V. in Pisa als auch von Benedikt XIII. in Perpignan am 17. Juli 1409 erteilt wurde. Bereits einen Tag vorher, am 16. Juli 1409, vermählten sich Anton und Elisabeth in Brüssel.

### Die Jahre 1410 bis 1415
Im April 1410 gebar Elisabeth ihren einzigen Sohn Wilhelm, der bereits am 5. Juli 1410 verstarb.
Elisabeth und Anton bekamen nach dem Tode Jobsts von Mähren († 1411) die Pfandherrschaft über das Herzogtum Luxemburg übertragen. Sie regierten nun in einen Länderkomplex, der schon zwischen 1354 und 1383 unter der Herrschaft Wenzels von Luxemburg, dem Großonkel Elisabeths, und Johannas von Brabant, der Großtante Antons, vereinigt war. Gegen die Herrschaft des Herzogs von Brabant erhoben sich 1411 die luxemburgischen Stände, denen es gelang, Bündnisse mit den Armagnacs in Frankreich und mit Sigismund von Luxemburg zu schließen.
Das Haus Burgund kontrollierte um 1410 im Grenzraum zwischen Frankreich und dem Heiligen Römischen Reich ein fast zusammenhängendes Territorium, das sich von der Kanalküste bis zu den Vogesen erstreckte. Die Herzogtümer Luxemburg, Limburg und Brabant stellten somit eine wichtige Verbindung zwischen den „niederen“ und „oberen“ Ländern Burgunds dar. Nach seiner Wahl zum römischen König (1410) erkannte Sigismund von Luxemburg, dass die Gebietserwerbungen des Hauses Burgund zu Lasten des Reichsgutes und des luxemburgischen Familienbesitzes gingen. Er vertrat nun die (nach Reichsrecht richtige) Ansicht, dass die Inbesitznahme Brabants und Limburgs durch Anton von Burgund nicht rechtmäßig erfolgt sei. Deswegen verbot Sigismund am 8. April 1412 den Einwohnern Luxemburgs die Huldigung des jungen Herzogspaares und im September 1413 rief Sigismund zum Widerstand gegen den Usurpator Anton auf.
Nach langen Kämpfen, die zum Teil dem Bürgerkrieg der Armagnacs und Burgunder zugeordnet werden, konnten Anton und Elisabeth ihre Herrschaft in Luxemburg erst zu Beginn des Jahres 1415 festigen. Bereits am 25. Oktober 1415 fiel Anton von Burgund in der Schlacht von Azincourt. Bald danach stellte sich die verwitwete Elisabeth unter den Schutz ihres Onkels Sigismund. Dieser versuchte nun die Reichsoberhoheit in Brabant und Limburg zu erneuern und sprach dem Haus Burgund das Erbrecht für diese Territorien ab. Da die Stände von Brabant und von Limburg mit der Herrschaft der Burgunder zufrieden waren, widersetzten sie sich Sigismunds Vorhaben, und bestätigten Johann IV., den ältesten Sohn aus Antons erster Ehe mit Johanna von Luxemburg, als ihren neuen Herzog. Elisabeth verzichte jedoch nicht auf ihre Erbansprüche in Brabant und Limburg, die sie als Stiefmutter Johanns geltend machte. Ihre Herrschaftsrechte im Herzogtum Luxemburg wurden von Sigismund bestätigt, der allerdings seine Tochter Elisabeth zur Erbin Elisabeths von Görlitz bestimmte.

### Die Jahre 1416 bis 1425
Sigismund von Luxemburg gelang es, Johann III. von Straubing-Holland, Fürstelekt von Lüttich und Schwager Johann Ohnefurchts, als Verbündeten zu gewinnen. Mit dem Abschluss des Ehevertrages zwischen Johann und Elisabeth von Görlitz am 16. September 1417 wurde das neue politische Bündnis bekundet. Daraufhin verheiratete Johann Ohnefurcht am 10. März 1418 seinen Neffen und Elisabeths Stiefsohn Johann IV. mit Jakobäa, der Erbtochter Wilhelms II. von Straubing-Holland. Ihr Onkel Johann von Straubing-Holland dankte wenig später als Bischof von Lüttich ab und vermählte sich im Mai 1419 mit Elisabeth von Görlitz.
Der römische König Sigismund war nicht bereit, die Inbesitznahme  Brabants und Limburgs durch Johann IV. sowie die Herrschaft Jakobäas in Holland, Seeland und Hennegau zu akzeptieren. Dies führte zu kriegerischen Auseinandersetzungen zwischen den beiden Lagern und der holländische Bürgerkrieg zwischen den „Haken“ und den „Kabeljaus“ weitete sich zu einem Krieg des Herzogs von Burgund gegen die Reichsgewalt aus. Aber bereits im Jahr 1420 konnte sich Johann von Straubing in Holland, Seeland und Hennegau als Herrscher behaupten.
Die Ehe Johanns und Elisabeths blieb kinderlos. Nach der Ermordung Johanns am 6. Januar 1425 erhielt Elisabeth ihr Witwengut in Holland. Sie blieb jedoch Herzogin von Luxemburg und behielt die Vogtei über das Elsass. 

### Die Jahre 1425 bis 1451
Da sie mittlerweile hoch verschuldet war, musste Elisabeth ihr Witwengut in Holland am 14. März 1427 an den burgundischen Herzog Philipp den Guten verkaufen. Des Weiteren war Elisabeth bereit, ihre Erbrechte auf die Pfandherrschaft im Herzogtum Luxemburg an Philipp zu übertragen. Dies führte zu heftigen Streitereien zwischen Elisabeth von Görlitz und ihrem Onkel Sigismund, der die Ansicht vertrat, dass seine eigene Tochter Elisabeth sowie deren Ehemann Albrecht die präsumtiven Erben von Luxemburg wären. Ebenso verhinderten die luxemburgischen Stände den Verkauf ihres Herzogtums an Philipp. 1435 kam es zu erneuten Verkaufsverhandlungen zwischen Philipp den Guten und Elisabeth von Görlitz, die jedoch auch ergebnislos blieben.
Elisabeth beherbergte im Jahr 1436 auf Schloss Arlon eine junge Frau, die von sich behauptete, Jeanne d’Arc zu sein (siehe hierzu: Jeanne des Armoises). Sie half der Unbekannten großzügig und richtete im Oktober 1436 ihre Hochzeit mit dem Edelmann Robert des Armoises aus. Dies führte zum Zerwürfnis mit Philipp von Burgund, der dies zu Recht als Affront seiner Politik betrachtete.
Elisabeth von Görlitz lebte verschwenderisch, sie konnte nicht mit Geld umgehen und ihre Schulden stiegen rasant an. Aus diesem Grund war sie 1441 gewillt, ihre Pfandrechte auf das Herzogtum Luxemburg an den Erzbischof von Trier, Jakob von Sierck, zu verkaufen.
Philipp den Guten gelang es jedoch, sich mit Elisabeth rechtzeitig zu versöhnen und so setzte sie ihn am 10. Januar 1442 als Universalerben ein. Allerdings besaß Elisabeth von Görlitz auf das Herzogtum Luxemburg nur Pfandrechte und keine Eigentumsrechte. Sie überging mit ihrer Erbregelung bewusst die Erbansprüche ihrer gleichnamigen Cousine. Elisabeth von Luxemburg konnte 1442 ihre Ansprüche auf das Herzogtum Luxemburg nicht behaupten, da sie um das Erbe ihres Sohnes Ladislaus in Böhmen und Ungarn kämpfen musste und Wilhelm III., Herzog von Sachsen, versuchte vergebens die Erbansprüche seiner Frau Anna, der ältesten Tochter von Elisabeth und Albrecht II., in Luxemburg militärisch durchzusetzen.
Philipp der Gute gewährte Elisabeth von Görlitz eine stattliche Leibrente, rückte 1443 mit seinen Truppen in Luxemburg ein und übernahm dort die Regierung.
Elisabeth von Görlitz verstarb am 3. August 1451 als letzte Luxemburgerin in Trier. Sie wurde in der Franziskaner-Minoritenkirche (heute Dreifaltigkeitskirche) zu Trier begraben. Mit ihrem Tod wurde das Herzogtum Luxemburg offiziell Bestandteil des burgundischen Staates.